# Тюркеш, Йылдырым Тугрул
Йылдырым Тугрул Тюркеш (тур. Yıldırım Tuğrul Türkeş; 1 декабря 1954, Стамбул) — турецкий экономист, предприниматель-менеджер, журналист и правонационалистический политик. Старший сын Алпарслана Тюркеша. Был заместителем председателя Партии националистического движения, депутатом турецкого парламента. В августе 2015 года занял пост заместителя премьер-министра Турции и перешёл в Партию справедливости и развития.

## Служба, бизнес, политика
Родился в семье Башбуга — Вождя — турецких ультраправых националистов Алпарслана Тюркеша. Служил в жандармерии и военной полиции, проходил стажировку в Великобритании, Швеции, Чили и Аргентине. Окончил экономический факультет Университета Хаджетеппе в Анкаре. Работал в пресс-службе министерстве торговли Турции. Состоял в руководстве ряда коммерческих и финансовых организаций.
Являлся соратником отца в Партии националистического движения (MHP), был администратором партийной газеты Ortadoğu. Публиковался в правонационалистических изданиях Akşam, Son Havadis, Yeni Harman.

## В националистическом движении
Йылдырым Тугрул Тюркеш претендовал на лидерство в партии после кончины Алпарслана Тюркеша в апреле 1997 года. Несколько недель он исполнял обязанности председателя MHP. Однако на съезде в июле 1997 большинство голосов получил Девлет Бахчели. Йылдырым Тугрул Тюркеш вышел из MHP и учредил национал-консервативную Партию яркой Турции.
В 2007 году Тюркеш-младший примирился с Бахчели и успешно баллотировался в парламент от MHP. В 2010 году Партия яркой Турции влилась в Партию националистического движения. На выборах 2011 Тугрул Тюркеш вновь получил мандат от MHP.
Йылдырым Тугрул Тюркеш занимал пост заместителя председателя MHP. Проводил политический курс светского правого национализма (в несколько более умеренном варианте, чем у Тюркеша-старшего). Резко критиковал Партию справедливости и развития (AKP) Реджепа Тайипа Эрдогана за недостаточно активный национализм во внешней политике, официальные контакты с Арменией, правительственную коррупцию и авторитарно-«фараонский» стиль правления.

## Правительственный пост и смена партии
После парламентских выборов июня 2015 Ахмет Давутоглу по поручению президента Эрдогана попытался сформировать правительственную коалицию AKP c MHP. Девлет Бахчели и почти все его соратники ответили отказом. Согласился войти в правительство Давутоглу только Йылдырым Тугрул Тюркеш. 28 августа 2015 он был назначен заместителем премьер-министра Давутоглу.
Решение Тюркеша-младшего вызвало возмущение в MHP. Неделю спустя, 5 сентября 2015, Йылдырым Тугрул Тюркеш был исключён из партии, основанной его отцом. С ноября 2015 он официально состоит в Партии справедливости и развития.
После принятия Йылдырымом Тугрулом Тюркешем министерского поста и смены партийной принадлежности стала распространяться информация о получении им крупной денежной суммы от AKP на покрытие личных долгов. Сам он категорически опроверг эти слухи.
С 24 мая 2016 года Йылдырым Тугрул Тюркеш занимает пост вице-премьера в правительстве Бинали Йылдырыма.